# Town and Country
Pour les articles homonymes, voir Town and Country (homonymie).
Town and Country (Ville et Campagne), précédemment appelé Home Journal (Journal de la maison) et encore auparavant The National Press (La Presse nationale), est un magazine mensuel américain centré sur le style de vie. Créé en 1846, c'est le plus ancien magazine généraliste publié sans interruption aux États-Unis.

## Histoire

### Premiers temps
Le magazine est fondé par le poète et essayiste Nathaniel Parker Willis et par George Pope Morris, le rédacteur en chef du New York Evening Mirror, sous le nom de The National Press en 1846. Huit mois plus tard, le magazine est rebaptisé The Home Journal. Après 1901, le titre du magazine devient Town and Country, et il a conservé ce titre depuis cette date. 
Pendant l'essentiel du XIXe siècle, ce magazine, alors hebdomadaire, publie de la poésie, des essais et des œuvres de fiction. Au fur et à mesure que des gens influents se mettent à le lire, le journal commence à inclure dans ses pages des nouvelles sur les évènements mondains et sur les dernières rumeurs. Après 1901, le magazine continue à chroniquer les évènements mondains et les loisirs de l'aristocratie terrienne de l'Amérique du Nord, tels que le bal des débutantes ou les cotillons, et fait également des comptes rendus des « mariages avantageux » qui se nouent en ces occasions. 
Les premiers lecteurs du magazine appartiennent à l’Establishment. Ceci comprend les plus anciennes familles fortunées de New York, les « Brahmanes de Boston », ou encore les gens d'autres lieux des États-Unis dont le nom apparaît dans le « bottin mondain » américain (Social Register). 
Nathaniel Willis demeure le propriétaire et le rédacteur en chef du magazine de 1846 jusqu'à sa mort en 1867.

### Époque moderne
Après la mort de Willis, le magazine passe par plusieurs propriétaires et rédacteurs en chef jusqu'à ce que William Randolph Hearst en devienne propriétaire en 1925. Le premier rédacteur en chef du règne de Hears est Harry Bull, qui dirigera la rédaction du magazine de 1925 à 1949. C'est Henry B. Sell qui lui succède ensuite. 
De nos jours, le magazine est toujours détenu par la Hearst Corporation ; sa publication est devenue mensuelle, et son lectorat se compose d'une classe moyenne professionnellement active et aimant sortir.
L'essentiel des pages de publicité qui y apparaissent sont pour des produits et des services de luxe. Les articles centraux et les photographies portent principalement sur la mode, les arts, la culture, la décoration intérieure, les voyages, le mariage, les fêtes, les galas et autres évènements de la haute société. 
En mai 1993, Pamela Fiori est devenu la première femme rédacteur en chef de Town and Country. Sous sa direction, Pamela Fiori a été créditée de l'augmentation du tirage du journal sous plusieurs aspects, y compris la plus grande audace du magazine dans le domaine de la mode, et, ces dernières années, une importance plus grande accordée par le journal à la philanthropie. 
Pamela Fiori a également poussé à plus de diversité dans les sujets traités par le magazine. De façon à minimiser l'image snob et élitiste du magazine, ressentie comme WASP, un plus grand nombre de célébrités sont apparues en couverture du magazine, avec une augmentation du nombre d'articles consacrés aux évènements mondains et aux mariages de personnalités afro-américaines, ainsi que les activités mondaines d'autres communautés ethniques.